# Sportine Aviacija LAK-17
Dimensions
Le LAK-17 est un planeur monoplace lituanien, qui a été conçu par (LAK - Lietuvo AeroKlub) et fabriqué par Sportinė Aviacija.

## Conception et développement
Le LAK-17 a été conçu en respectant la norme JAR-22. 
C'est un planeur conçu avec une aile en position médiane, une dérive en T et des volets de courbure.
Il est équipé d'un train d’atterrissage escamotable, et d'aérofrein de type Schempp-Hirth.
Il est équipé de ballast dans les ailes et dans la dérive.
Il a été certifié en novembre 1994.
Une nouvelle version nommée LAK-17B est apparue avec une nouvelle voilure.
Toutes les versions ont une envergure 15 mètres mais ont aussi le kit d'augmentation  à 18 mètres.
En option il y a des versions motorisés.
Une option électrique a été développée par LZ Design, cette option est  constituée d'une hélice de 90 cm entraînée dans le nez par un moteur électrique.
Une version 21 mètres a effectué son premier vol le 30 mai 2014.

## Versions
- LAK-17A

Planeur équipé de volets de courbure d'envergure 15 ou 18 mètres.
- LAK-17AT

Version du LAK-17A avec un système de décollage autonome (Solo 2350).
- LAK-17A FES

Version du LAK-17A avec un moteur électrique dans le nez.
- LAK-17B

Version amélioré avec un nouveau profil et une géométrie modifiée.
- LAK-17BT

Version du LAK-17B avec un système de décollage autonome (Solo 2350).
- LAK-17B FES

Version du LAK-17B avec un moteur électrique dans le nez.